# Morsain
Morsain ist eine französische Gemeinde mit 467 Einwohnern (Stand: 1. Januar 2022) im Département Aisne in der Region Hauts-de-France; sie gehört zum Arrondissement Soissons und zum Kanton Vic-sur-Aisne. Die Einwohner werden Morsainais genannt.

## Geographie
Die Gemeinde Morsain liegt am kleinen Fluss Hozien an der Grenze zum Département Oise, zwölf Kilometer westnordwestlich von Soissons und etwa 25 Kilometer ostnordöstlich von Compiègne. Nachbargemeinden von Morsain sind Selens im Norden, Vézaponin im Osten, Tartiers im Südosten, Nouvron-Vingré im Süden, Autrêches im Südwesten und Westen sowie Vassens im Westen und Nordwesten.

## Bevölkerungsentwicklung
| Jahr                       | 1962 | 1968 | 1975 | 1982 | 1990 | 1999 | 2006 | 2013 | 2022 |
| Einwohner                  | 449  | 425  | 394  | 369  | 398  | 417  | 428  | 422  | 467  |
| Quellen: Cassini und INSEE |      |      |      |      |      |      |      |      |      |

## Sehenswürdigkeiten
- Kirche Saint-Martin, seit 1920 Monument historique

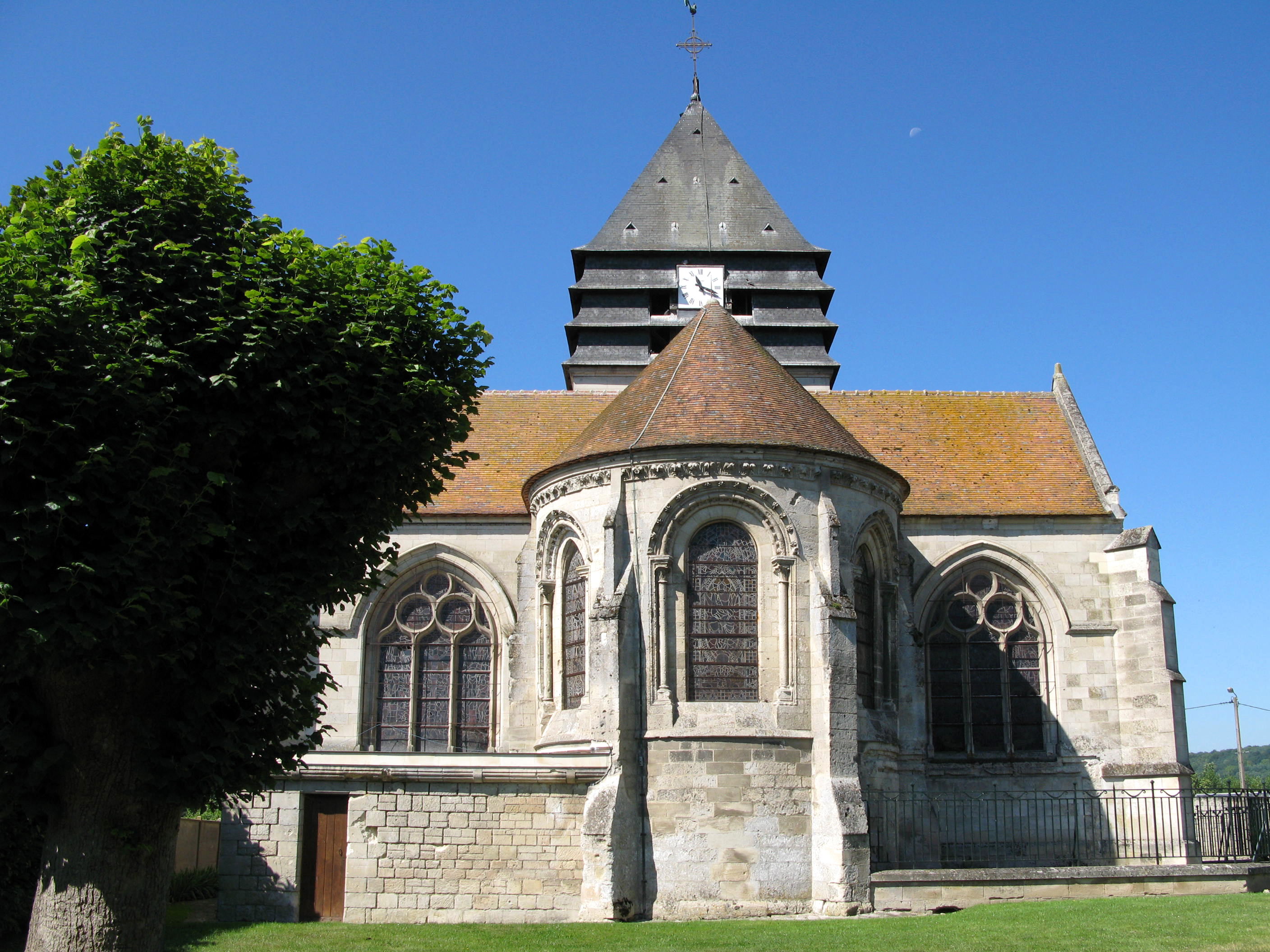
Kirche Saint-Martin